# Tylophora whitfordii
Tylophora whitfordii är en oleanderväxtart som beskrevs av Rudolf Schlechter. Tylophora whitfordii ingår i släktet Tylophora och familjen oleanderväxter. Inga underarter finns listade i Catalogue of Life.